# Клара Лаго
Клара Лаго Грау (на испански: Clara Lago) е испанска актриса.

## Биография
Родена е родена на 6 март 1990 г. в Торелодонес, предградие на Мадрид. Прави дебюта си на 9-годишна възраст с испанския филм „Терка Вида“ (2000 г.) (по-рано се появява в испанска телевизионна серия), а през същата година се присъединява към гласовете на „Компанерос“ (Antena 3).
През 2002 г. тя участва в филма „Carol's Journey“ – филм, режисиран от Иманол Урибе, за който Лаго е номинирана за награда „Гоя“ за най-добра актриса.
Тя печели наградата за „Най-добър нов талант в испанското кино“, присъдена от „L'Oreal“ на 56-ия 56-и филмов фестивал в Сан Себастиан.
Клара спечели наградата за „Shooting Stars“ от ICAA за Европейската филмова академия и Берлинския международен филмов фестивал през 2011 г. за ролята ѝ във филма „Тъмната страна“.
През 2014 г. Лаго участва в „Испанската афера“. Филмът разби испански касови записи, като се преврща в най-голямата испанска титла на всички времена с над 75 милиона долара продажби и сесии.
Лаго участва във филма за 2015 г. „Добре дошли в „Хармония“ заедно с Матю Фокс и Джефри Донован, в адаптация на книгата на Хуан де Диос Гардуно „Y pese a todo“.

## Филмография
| Година | Филм                             | Роля          |
| ------ | -------------------------------- | ------------- |
| 2000   | Terca vida                       | ae            |
| 2002   | Carol's Journey                  | Carol         |
| 2004   | La vida que te espera            | Genia         |
| 2006   | Arena en los bolsillos           | Elena         |
| 2007   | El club de los suicidas          | Laura         |
| 2008   | El juego del ahorcado            | Sandra        |
| 2009   | El mal ajeno                     | Ainhoa        |
| 2011   | Cousinhood                       | Clara         |
| 2011   | Тъмната страна                   | Belén         |
| 2012   | Три метра над небето - Искам теб | Gin           |
| 2012   | The End                          | Eva           |
| 2013   | Eltern                           | Isabel        |
| 2013   | ¿Quién mató a Bambi?             | Mati          |
| 2014   | Ocho apellidos vascos            | Amaia Zugasti |
| 2014   | Against the Jab                  | Pénelope      |
| 2015   | Extinction                       | Woman         |
| 2015   | Ahora o nunca                    | Tatiana       |
| 2015   | Ocho apellidos catalanes         | Amaia Zugasti |
| 2016   | Al final del túnel               | Berta         |
| 2016   | Orbita 9                         | Helena        |
| 2017   | The Commuter                     | Eva           |

## Телевизия
| Година    | Заглавие              | Роля              | Епизоди |
| --------- | --------------------- | ----------------- | ------- |
| 2000 – 02 | Compañeros            | Desirée           | 15      |
| 2000      | Manos a la obra       | Estela            | 1       |
| 2004 – 07 | Hospital Central      | Candela Rodríguez | 23      |
| 2007 – 08 | Los Hombres de Paco   | Carlota Fernández | 19      |
| 2008      | LEX                   | Eli Estrada       | 16      |
| 2010      | Las Chicas de Oro     | Lucía             | 1       |
| 2014      | El corazón del océano | Ana de Rojas      | 6       |
| 2016      | Web Therapy           | Inés              |         |
| 2017      | The Librarians        | Estrella          | 1       |

|  | Тази страница частично или изцяло представлява превод на страницата Clara Lago в Уикипедия на английски. Оригиналният текст, както и този превод, са защитени от Лиценза „Криейтив Комънс – Признание – Споделяне на споделеното“, а за съдържание, създадено преди юни 2009 година – от Лиценза за свободна документация на ГНУ. Прегледайте историята на редакциите на оригиналната страница, както и на преводната страница, за да видите списъка на съавторите. ВАЖНО: Този шаблон се отнася единствено до авторските права върху съдържанието на статията. Добавянето му не отменя изискването да се посочват конкретни източници на твърденията, които да бъдат благонадеждни. |